# Thaumastoderma truncatum
Thaumastoderma truncatum is een buikharige uit de familie Thaumastodermatidae. Het dier komt uit het geslacht Thaumastoderma. Thaumastoderma truncatum werd in 1991 voor het eerst wetenschappelijk beschreven door Clausen. 